# Svib
Svib ist ein Dorf im Süden Kroatiens in der Gespanschaft Split-Dalmatien. Svib gehört zu der Gemeinde Cista Provo.
In Svib gibt es die Nachnamen Bodrožić, Brdar, Čondić, Galić und Vuletić.

Alte Kirche
Neuer Friedhof
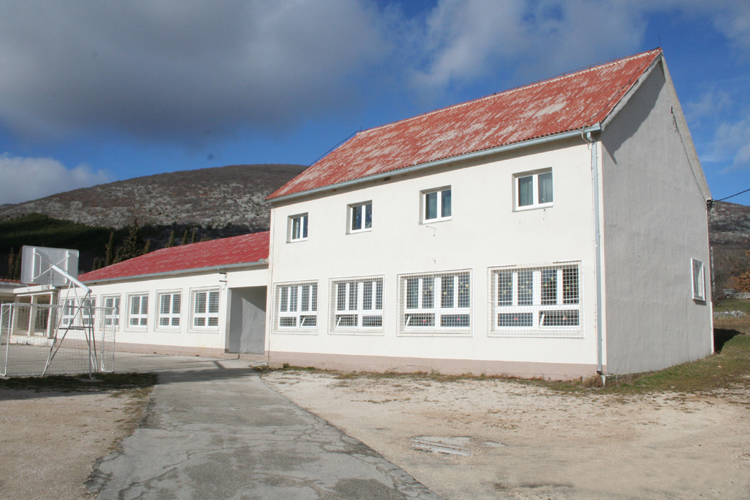
Schule von Svib